# Bitva u Ebelsbergu
Bitva u Ebelsbergu, ve francouzské literatuře někdy uváděná jako bitva u Ebersbergu, je jednou z bitev napoleonských válek. Uskutečnila se dne 3. května 1809. Ebelsberg je jižní předměstí Lince, které se nachází na jižním břehu řeky Traun, kousek nad místem, kde se tato řeka vlévá do Dunaje.

## Průběh bitvy
Rakouské levé křídlo pod velením Johanna von Hillera zaujalo pozice u Ebelsbergu. Francouzi pod vedením André Massény zaútočili, překročili silně bráněný 550 metrů dlouhý most a následně dobyli místní hrad, čímž donutili Hillera stáhnout se. Hiller, oddělen od hlavní rakouské armády ustoupil na východ k Linci. Rakušané doufali, že zpomalí francouzský postup směrem k Vídni. Hlavní síly sboru maršála Massény napadly Hillerův zadní voj na západním břehu Traunu ráno 3. května. V následující bitvě se první francouzská pěší brigáda vrhla na most a dostala se do ulic Ebelsbergu. V tomto okamžiku se Rakušané začali účinně bránit. Aby nebyli zatlačeni do řeky, nasadili Francouzi celou divizi do pouliční bitvy. Poté, co Masséna nasadil druhou divizi, Francouzi vypudili Rakušany z hradu. Hiller, který nebyl ochoten dobýt město zpět, nařídil svému dělostřelectvu, aby město zapálilo. Při požáru, který následoval, zemřely stovky zraněných vojáků z obou armád. Bitva a velké ztráty byly zbytečné, protože Hiller byl již obklopen druhým francouzským sborem, který překročil Traun proti proudu.

## Výsledek bitvy
Bitva skončila francouzským vítězstvím. za cenu velkých ztrát na obou stranách.